# Geografia Irlandii
Irlandia jest niewielkim państwem wyspiarskim leżącym w Europie Północnej, podzielonym na centralną nizinę i średniej wysokości góry na południu i północy. Irlandia jest krajem o łagodnym oceanicznym klimacie, gdzie ogromne obszary zajmują torfowiska.

## Powierzchnia, położenie i granice
Powierzchnia wynosi 70 284 km².
Państwo jest położone w północno-zachodniej Europie, na wyspie Irlandia, oblane od wschodu wodami Morza Irlandzkiego, od południa – Morza Celtyckiego i od zachodu – otwartego Oceanu Atlantyckiego.
Skrajne punkty: północny 55°37'N, południowy 51°27'N, zachodni 10°24'W wschodni 6°00'W. Rozciągłość południkowa wynosi 400 km, a równoleżnikowa 340 km.
Irlandia od północy graniczy z Wielką Brytanią na długości 360 km, której obszar wchodzi w skład irlandzkiej wyspy. Obszar ten zwany jest Irlandią Północną. Od wschodu poprzez wody terytorialne Morza Irlandzkiego, Irlandia także graniczy z Wielką Brytanią.
Linia brzegowa wynosi 1448 km.

## Budowa geologiczna i ukształtowanie powierzchni
Ukształtowanie powierzchni Irlandii jest głównie wynikiem budowy geologicznej oraz działania procesów peryglacjalnych podczas dwóch zlodowaceń. Krajobraz wyspy jest unikalną mozaiką terenów górskich, bagien (torfowisk), wrzosowisk, zbiorników wodnych, a przede wszystkim łąk i pastwisk pokrywających nizinne partie wyspy.
Położona w centrum wyspy Nizina Środkowoirlandzka zajmuje prawie połowę powierzchni Irlandii. Podłoże niziny tworzą wapienie karbońskie, na których zalega dochodząca do 60 m pokrywa utworów polodowcowych. Większość tego obszaru leży na wysokości 60–120 m n.p.m. Obszar niziny obfituje w bagna i jeziora, charakterystycznym elementem północy i zachodu wyspy są rozległe torfowiska. Na północ i południe od Niziny Środkowoirlandzkiej rozpościerają się niezbyt wysokie stare góry i wyżyny. Regiony te uległy wypiętrzeniu w czasie fałdowań kaledońskich i hercyńskich. Zachodzące w kolejnych epokach geologicznych procesy denudacyjne doprowadziły do zrównania pasm górskich, które obecnie przypominają płaskowyże.
Ponad powierzchnię zrównania wznoszą się szczyty zbudowane ze skał bardziej odpornych na niszczenie. W północno-zachodniej Irlandii wznoszą się góry Donegal, z najwyższym szczytem Errigal (752 m n.p.m.). Na południu wyspy znajdują się pasma górskie Kerry, z najwyższym szczytem Irlandii Carrantuohill (irl. Corrán Tuathail – 1041 m n.p.m.). Na wschodnim wybrzeżu wyspy położone są góry Wicklow, będące przedłużeniem Gór Kambryjskich.
Linia brzegowa Irlandii jest bardzo dobrze rozwinięta. Głęboko w głąb lądu wcinają się liczne zatoki m.in. Donegal, Clew, Galway, Shannon, Dingle. Na długich odcinkach występują wybrzeża typu riasowego o skalistych, stromych ścianach.

## Klimat
Klimat Irlandii określa się jako typ klimatu umiarkowanego morskiego wilgotnego. Na jego kształtowanie największy wpływ mają napływające z południowego zachodu masy powietrza znad Oceanu Atlantyckiego i łagodząca działalność Prądu Północnoatlantyckiego (Zatokowego). W obrębie wyspy klimat nie jest zbytnio zróżnicowany. Średnie temperatury powietrza wahają się między 4 a 7 °C w styczniu i lutym (najzimniejsze miesiące w roku) natomiast w najcieplejszych miesiącach (lipcu i sierpniu) wynoszą od 14 do 16 °C (średnia roczna ok. 10 °C). Ilość opadów jest różna: od 760 mm na wschodzie do 2540 mm na zachodnim wybrzeżu (w górach). Średnia dla całej wyspy wynosi 1100 mm. Zróżnicowanie rozmieszczenia opadów, wynika z kierunku mas powietrza – góry zachodniego wybrzeża stanowią barierę dla chmur deszczowych i tam są największe opady, tereny położone na wschód od nich pozostają w cieniu opadowym i opady są niższe. Dni z opadem występują przeciętnie 200-250 razy w roku (część zachodnia). Opady śniegu zdarzają się rzadko, zazwyczaj tylko w górach. Największe dzienne nasłonecznienie jest w maju i czerwcu i wynosi wtedy 5,5 do 6,5 godziny/dobę.

## Wody
Sieć rzeczna Irlandii jest dobrze rozwinięta. Występują rzeki o charakterze górskim – krótkie i o dużych spadkach, zasobne w wodę, a we wnętrzu wyspy rzeki nizinne o małych spadkach i leniwym prądzie, często rozlewające się w jeziora czy bagna. Najdłuższa rzeka to Shannon (długość 336 km), która odwadnia obszar o powierzchni ponad 15000 km²; inne większe rzeki to: Slaney, Liffey i Boyne na wschodzie, Nore, Barrow i Suir na południowym wschodzie, Munster Blackwater, Lee i Bandon – na południu oraz Clare i Moy na zachodzie wyspy. Są to rzeki o typie zasilania deszczowego, brak jest na nich w miesiącach zimowych pokrywy lodowej. Ujścia rzek mają charakter estuariów czy fiordów powstałych w wyniku działalności lądolodu. Są one na tych odcinkach żeglowne i nadają się do tworzenia portów. Gęsta jest także sieć jezior na czele z Lough Neagh (największe jezioro Wysp Brytyjskich).
Środkową część wyspy stanowi kotlina o podłożu w postaci nieprzepuszczalnych glin morenowych co utrudnia odpływ wód i powoduje obfitość jezior, bagien i torfowisk. Zajmują one prawie 20% powierzchni Irlandii.
Naturalną sieć rzeczną uzupełniają kanały, nie posiadające jednak obecnie znaczenia transportowego, wykorzystywane tylko w celach rekreacyjnych. Największe z nich to Kanał Królewski i Wielki Kanał łączące rzekę Shannon z Morzem Irlandzkim.

## Gleby
Typy i rodzaje gleb występujących w Irlandii są ściśle związane z budową geologiczną. Większość powierzchni wyspy pokrywają gleby brunatne, a na zachodnim wybrzeżu gleby bielicowe. Tereny górskie to miejsce występowania gleb górskich, inicjalnych oraz wytworzonych na podłożu wapiennym rędzin.

## Roślinność i świat zwierzęcy
Irlandia należy do atlantyckiej strefy roślinnej, a jej naturalną formacją roślinną jest las liściasty dębowy. Lasy dębowe, jesionowe czy na południu bukowe pokrywały większość obszaru; w wyniku działalności człowieka (pozyskiwanie terenów uprawnych i hodowlanych, wykorzystanie drewna w przemyśle okrętowym) do XVIII wieku nastąpiło prawie całkowite wylesienie wyspy. W momencie uzyskania niepodległości przez Republikę Irlandii w 1922 roku zalesienie wynosiło tylko 1% powierzchni kraju. Obecnie, dzięki wysiłkom rządu następuje proces zalesiania niektórych terenów, ale i tak wskaźnik lesistości (5%) jest jednym z najniższych w Europie.
Fakt, iż podczas zlodowacenia cała Irlandia była pokryta lądolodem, spowodował występowanie charakterystycznych odmian roślin. Istnieje tu niecodzienna kombinacja gatunków arktycznych, alpejskich a nawet wiele gatunków roślin wiecznie zielonych charakterystycznych dla basenu Morza Śródziemnego (wawrzyny, azalie, itp.) czy Ameryki Północnej. Oddzielenie się wyspy w okresie topnienia lądolodu wpłynęło także na faunę obszaru. Nie występują tu niektóre gatunki fauny pospolite na kontynencie, na przykład węże, krety, dzięcioły. Obecnie w Irlandii wstępuje 35 gatunków lądowych ssaków. Najpopularniejsze z nich to: sarny, zające, króliki, lisy, wiewiórki, borsuki. Istnieją także gatunki endemiczne: zająca – Lepus timidus hibernicus i gronostaja – Mustela erminea hibernica (spotykany także na wyspie Man).
W przeciwieństwie do stosunkowo małej liczby ssaków lądowych zamieszkujących wyspę, ssaki morskie są licznie reprezentowane przez foki, delfiny, morświny i wieloryby. Olbrzymie jest tu także bogactwo ptaków, część z nich migruje tutaj z Grenlandii czy Islandii. Zaobserwowano przedstawicieli 380 gatunków.
Na zachodnim wybrzeżu liczne są kolonie mew, kormoranów, alk, nurzyków, maskonurów i innych, natomiast na terenach podmokłych spotyka się ptactwo wodne: czaple, łabędzie, itp. W rzekach i strumieniach wyspy występuje wiele gatunków ryb – najliczniejsze są: łososie, pstrągi, szczupaki, węgorze.
W celu ochrony środowiska przyrodniczego w Irlandii powołano sześć parków narodowych, Natomiast Irlandii Północnej do tej pory nie powstał żaden park narodowy, natomiast istnieje kilka rezerwatów przyrody.